# Ray-Ban Meta

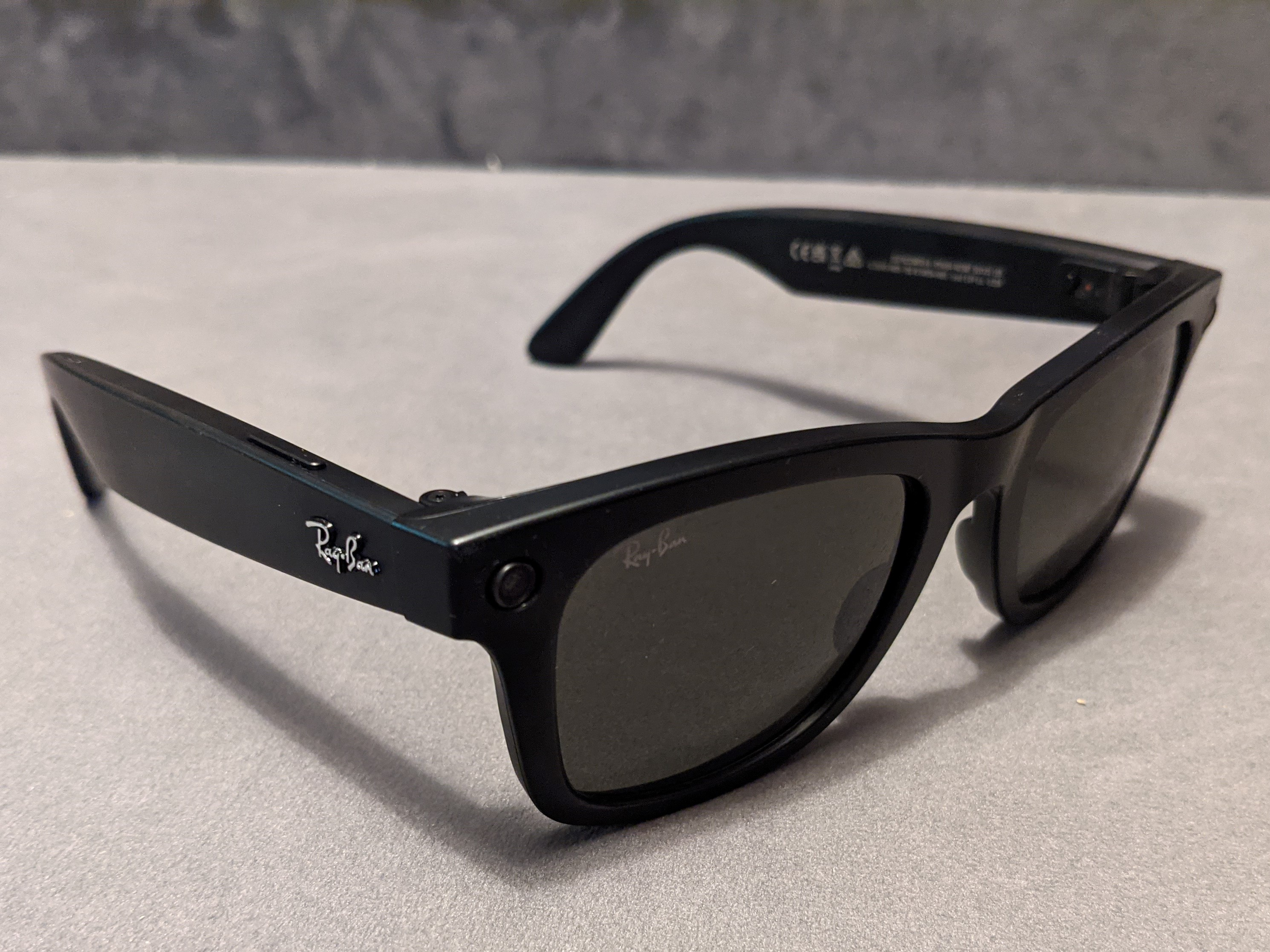
Històries de Ray-Ban

Ray-Ban Meta és una gamma d'ulleres intel·ligents creades per Meta Platforms i EssilorLuxottica. Inclouen dues càmeres, altaveus oberts, un micròfon i un touchpad integrats al marc. Són les últimes d'una línia d'ulleres intel·ligents llançades per grans empreses com Snap Inc i Google i estan dissenyades com un component dels plans de Facebook per a un metavers.
A diferència d'altres ulleres intel·ligents, les ulleres Ray-Ban Meta no inclouen cap pantalla HUD o AR muntada al cap. Meta els va anunciar el 27 de setembre de 2023. Utilitzen un processador Qualcomm Snapdragon AR1 Gen1, actualització de les càmeres a 12 MP, àudio millorat, transmissió en directe a Facebook i Instagram i Meta AI. El 23 d'abril de 2024, Meta va anunciar una actualització de Meta AI a les ulleres intel·ligents per permetre l'entrada multimodal mitjançant visió per ordinador.
Van rebre crítiques derivades de la desconfiança sobre els controls de privadesa de Facebook. La petita mida de la llum indicadora d'enregistrament també ha generat crítiques.

## Associació i alliberament
L'associació entre EssilorLuxottica, l'empresa matriu de Ray-Ban, i Facebook per crear la primera generació de Ray-Ban Stories va ser anunciada públicament el 20 de setembre de 2020 pel CEO Mark Zuckerberg durant la setena conferència anual de Facebook Connect. Durant el vídeo de presentació, Zuckerberg va descriure diverses innovacions noves de Facebook, com ara l'Oculus Quest 2, una nova divisió de realitat augmentada anomenada Project Aria i les pròpies històries de Ray-Ban.
El 9 de setembre de 2021, Facebook va llançar Ray-Ban Stories, que es van promocionar com el primer producte de la companyia relacionat amb els seus plans per a un metavers.

## Desenvolupament
Segons Facebook, l'equip de Luxottica va redissenyar els components de les ulleres per adaptar-los a tecnologies com ara: un conjunt de microaltaveus, una matriu d'àudio de tres micròfons, un processador Snapdragon optimitzat, un touchpad capacitiu i una bateria. Com que les ulleres són molt petites, la seva mida va fer que els enginyers miniaturissin cada component.

## Components i característiques

### Maquinari

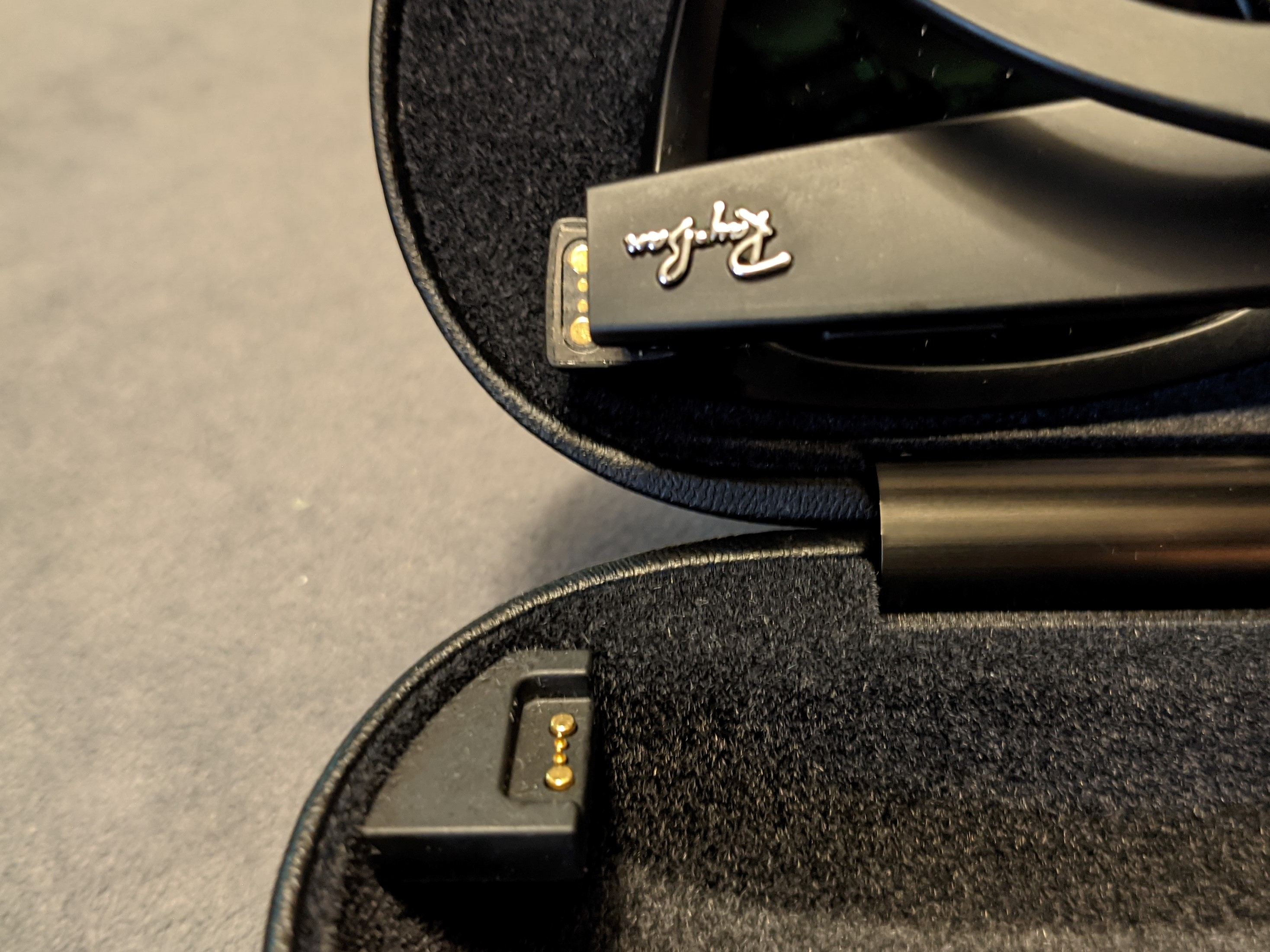
Mecanisme de càrrega Ray-Ban Stories

Les ulleres Ray-Ban Stories tenen tres dissenys; Round, Wayfarer i Meteor. Cadascun d'aquests dissenys inclou fins a sis colors amb lents de graduació polaritzades, de transició, de llum blava i lents graduades individuals o progressives. Les ulleres també vénen amb dues càmeres, una per a imatges i una per a vídeo, i es connecten al telèfon amb Bluetooth. Les fotos i els vídeos s'emmagatzemen automàticament al compte de Facebook dels usuaris, per la qual cosa és necessari un compte per a aquestes ulleres. Les temples dels marcs contenen altaveus i micròfons que s'utilitzen per al control de veu de l'Assistent de Facebook. A la part superior del temple dret hi ha un touchpad per al control tàctil per fer un vídeo de 30 segons tocant una vegada o fer una foto mantenint premut el touchpad. Cada parell inclou una funda de càrrega i un cable de càrrega USB-C, que pot carregar completament les ulleres en poc més d'una hora amb tres hores d'autonomia de la bateria. Les càmeres, els micròfons, els altaveus i el touchpad estan connectats a un processador Qualcomm Snapdragon®. També hi ha una aplicació de visualització de Facebook corresponent.

### Especificacions
- Càmeres duals de 5 MP (una foto, un vídeo)
- Captura fotogràfica de 2592x1944px
- El vídeo captura 1184 x 1184 a 30 fps
- 2 microaltaveus
- Matriu de 5 micròfons
- Controls tàctils
- Facebook afirma que hi ha memòria per a més de 500 fotos i 30 vídeos, però actualment no hi ha cap nombre sòlid disponible.
- Processador Qualcomm Snapdragon

## Meta Smart Glasses de segona generació
El 17 d'octubre de 2023, Meta i Ray-ban van llançar les ulleres intel·ligents de segona generació denominades Meta Smart Glasses. "Meta Stories" es refereix a la primera generació d'ulleres intel·ligents produïdes per Meta (anteriorment Facebook), anomenades Ray-Ban Stories, que es va centrar principalment a capturar fotos i vídeos per compartir-los a les xarxes socials, mentre que "Meta Smart Glasses" es refereix a la versió més recent, Ray-Ban Meta, que inclou actualitzacions importants com ara una qualitat de càmera millorada, temps d'enregistrament més llargs i característiques bàsiques d'enregistrament més enllà de la IA i la integració de les característiques bàsiques de la veu i el comandament més interactiu. captura de fotos/vídeos.